# Aigné
Aigné ist eine französische Gemeinde mit 1.681 Einwohnern (Stand: 1. Januar 2022) im Département Sarthe in der Region Pays de la Loire; sie gehört zum Arrondissement Le Mans und zum Kanton Le Mans-2 (bis 2015: Kanton Le Mans-Nord-Ouest). Die Einwohner werden Aignéens genannt.

## Geographie
Aigné liegt etwa acht Kilometer nordwestlich von Le Mans. Umgeben wird Aigné von den Nachbargemeinden La Milesse im Norden und Osten, Trangé im Süden, Chaufour-Notre-Dame im Süden und Südwesten, Degré im Westen und Südwesten sowie Lavardin im Westen und Nordwesten.
Am südlichen Rand der Gemeinde führt die Autoroute A81 entlang.

## Bevölkerungsentwicklung
| 1962                      | 1968 | 1975 | 1982 | 1990 | 1999 | 2006 | 2013 |
| ------------------------- | ---- | ---- | ---- | ---- | ---- | ---- | ---- |
| 476                       | 519  | 646  | 871  | 1155 | 1349 | 1525 | 1618 |
| Quelle: Cassini und INSEE |      |      |      |      |      |      |      |

## Sehenswürdigkeiten

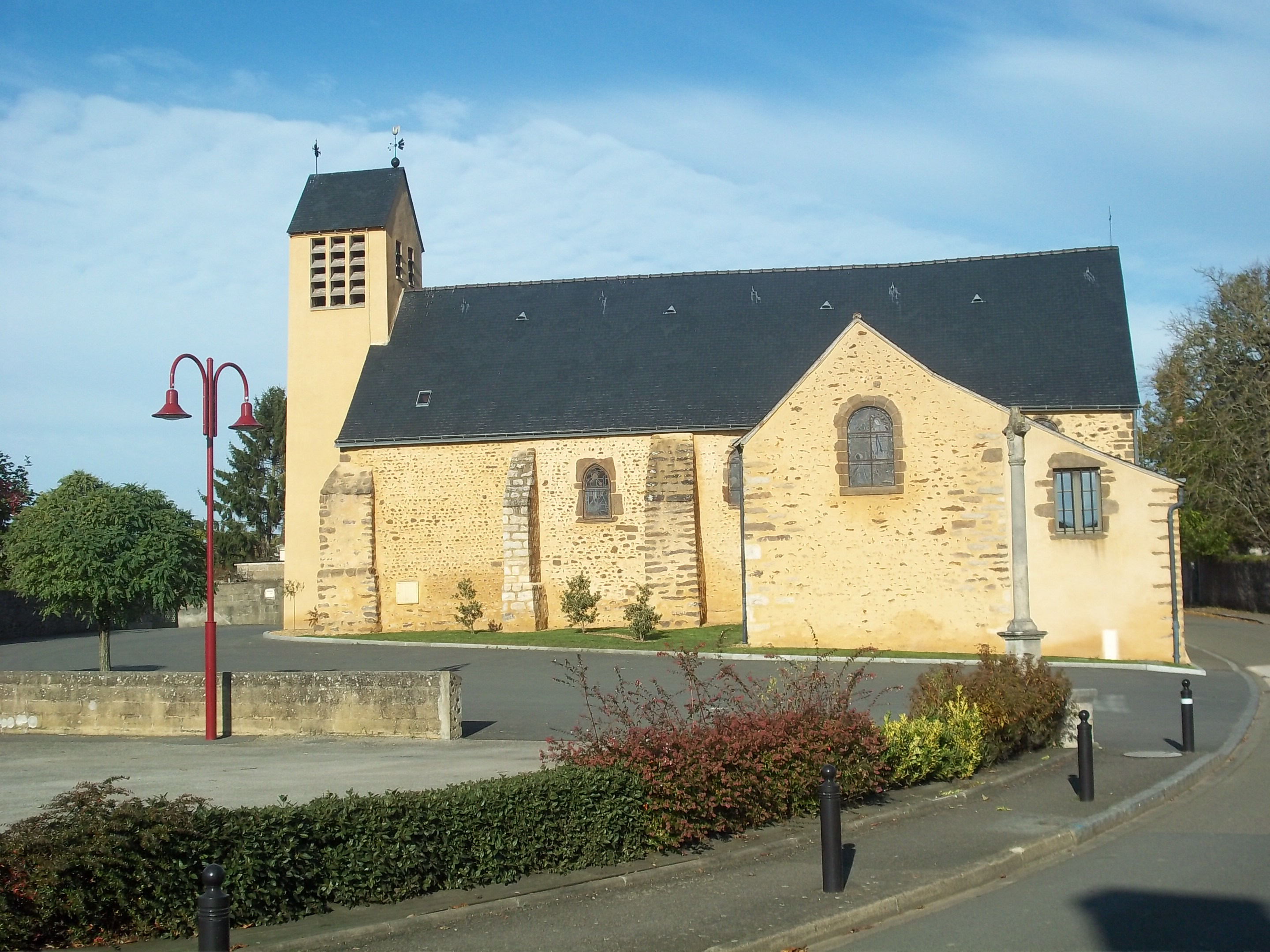
Kirche Notre-Dame de l’Assomption

- Kirche Notre-Dame de l’Assomption aus dem 12. Jahrhundert
- Pfarrhaus aus dem Jahr 1833

## Gemeindepartnerschaften
Mit der britischen Gemeinde Tickenham in Somerset (England) besteht eine Partnerschaft.

## Persönlichkeiten
- Gaston Waringhien (1901–1991), Sprachwissenschaftler (Esperanto), in Aigné begraben